# 布引丸事件
布引丸事件（ぬのびきまるじけん）とは1899年7月21日にフィリピン独立革命を支援するための武器弾薬を搭載した日本船籍の布引丸が東シナ海寧波沖で暴風雨によって沈没した事件。

## 概要
フィリピン大統領エミリオ・アギナルドによって日本に派遣されたマリアノ・ポンセ（en）は、宮崎滔天や中村弥六衆議院議員の支援を受けて、米比戦争のための武器弾薬（中古の村田銃）とそれらを運搬する布引丸を購入した。1899年7月19日に布引丸は長崎を出航したが、フィリピンへの航海中の7月21日午前、東シナ海寧波沖で暴風雨のため沈没した。布引丸には、フィリピン独立革命に参加するために日本人志士も同乗していたが、石川傅船長以下19名が犠牲となった。
その後、布引丸事件と日本人によるフィリピン革命参加の企てを知ったアメリカは日本に厳重に抗議し、日米両国による監視が厳重になった。これに加えフィリピン独立派による資金も枯渇したこともあって、日本からの武器購入・輸送計画は頓挫した。ポンセによって購入され、フィリピンに輸送されることなく大倉組の倉庫に眠っていた残余の銃器は、その後、ポンセの承諾を得て彼と親交のあった孫文の恵州事件の兵力として流用されることになっていたが、輸送の段になって中村弥六が既に無断で売り払い、かつ私消していたことが判明し、一大スキャンダルとなった（中村自身は冤罪であると主張している）。
この事件が要因となって、宮崎は浪花節入りしたという。

## 関連文献
- 宮崎滔天 『三十三年の夢』 岩波文庫